# Kanton Bourges-4
Der Kanton Bourges-4 ist ein französischer Kanton im Département Cher und in der Region Centre-Val de Loire. Er umfasst einen Teilbereich der Stadt Bourges im Arrondissement Bourges.
Im Rahmen der landesweiten Neuordnung der französischen Kantone wurden seine Grenzen im Frühjahr 2015 neu gezogen und sein INSEE-Code von 1833 auf 1806 geändert.

## Politik
| Vertreter im Departementrat | Vertreter im Departementrat     | Vertreter im Departementrat |
| Amtszeit                    | Namen                           | Partei                      |
| --------------------------- | ------------------------------- | --------------------------- |
| 1998–2015                   | Irène Félix                     | PS                          |
| 2015–                       | Véronique Fenoll Jacques Fleury | UD                          |